# Товаро-Никольское
Това́ро-Нико́льское — село Частодубравского сельсовета Липецкого района Липецкой области. Стоит в 2 км к югу от Елецкого шоссе, в междуречье Дона и реки Воронеж.
Находится в устье пересыхающей степной речки — притока Репца.
Селение образовалось не позднее первой четверти XVIII века. Своё двойное название селение получило почти сразу же. Первое — по Никольской земле, второе — Товарня, Товарное — по одной из версий, от Товаринского лога, который, по легенде, получил своё название по найденному первыми поселенцами в нём схрона беглых разбойничих людей с товаром ограбленных купцов. По другой версии, название деревне дали скобяные лавки у сухопутной Азовской дороги, что пролегала близ села. Во всех документах того времени селение отмечалось как «деревня Никольская, Товарня тож»./Генеалогический форум Александровская волость Воронежской губернии ВГД,/
(Николай Болдырев, Товаринский).
В 1873 году в нём построили каменную Никольскую церковь (сохранилась до наших дней). После этого населенный пункт получил статус села и вторую часть своего названия — Никольское. Этимологию первой части топонимисты объяснить не могут, хотя есть большая вероятность, что происходит она от слова товар. Например, жители могли с кем-то торговать.
У южной окраины Товаро-Никольского находится кладбище.
В селе родился и впоследствии был похоронен Герой Советского Союза Ефрем Дьяконов.

## История
Первое упоминание о деревне Никольская в составе Ржавских посёлков (это современные сёла липецкого района Васильевка, Александровка, Товаро-Никольское и деревня Алексеевка) имеется в документе о Генеральном и специальном межевании и планах дач в Задонском уезде Воронежской губернии и относится к июню месяцу 1780 года. В данном документе деревня значится, как Никольские владения полковницы Александры Васильевны жены Деденёва (урождённой Разумовской), а с 1702 года эти земли с поселениями ржавских пасечников были жалованы Петром I ПЕРВОМУ РОССИЙСКОМУ ГЕНЕРАЛ-АДМИРАЛУ СТРОИТЕЛЮ ВОРОНЕЖСКОЙ СУДОВЕРФИ Фёдору Матвеевичу Апраксину. На тот момент земли эти стали называться Никольскими по пристроенному пределу в честь святителя Николая к Черниговской Михайло — Архангельской церкви для первопоселенцев новых ржавских посёлков. Во всех документах того времени поселение стало иметь двойное название (деревня Никольская, Товарная тож). Согласно тексту приложений к Воронежским епархиальным ведомостям деревня Никольская образовалась в составе Ржавских посёлков пасечниками из упразднённого города Ржавец в лесном массиве у Товаринского лога, в двух верстах к северу от Клинового. В 1780 ГОДУ ВО ВСЕХ РЖАВСКИХ ПОСЁЛКАХ НАСЧИТЫВАЛОСЬ ВСЕГО 500 ДУШ НАСЕЛЕНИЯ А в 1795 году в Васильевском и Товарном проживало по 380 человек. Первоначально земли эти входили в состав Лебедянского уезда. В 1708 году земли отошли к Азовской губернии. В 1725 была образована Воронежская губерния и земли эти вошли в Елецкий округ этой губернии, а с 1779 по 1796 годы Воронежского наместничества. С 1709 по 1719 годы генерал-губернатором Воронежским был владелец НиКОЛЬСКОЙ ЗЕМЛИ и упразднённого города-стражи Ржавец Фёдор Матвеевич Апраксин. Первым владельцем имения после смерти брата Фёдора в 1728 году стал его младший брат Андрей Матвеевич Апраксин унаследовавший почти всё состояние и графский титул старшего брата. В 1731 году имение принял его сын Фёдор Андреевич Апраксин, но на местах по прежнему управляли ржавские помещики и лишь после кончины Фёдора Андреевича в 1754 году имением в составе Ржавских посёлков занялась непосредственно его дочь Александра Фёдоровна Апраксина (по мужу Разумовская) Именно она в 1787 году построила каменную цкрковь для прихожан своих посёлков в Клиновом и по её имени село стало называться Александровское. Год рождения Александры Фёдоровны не известен, умерла же она в 1806 году разделив имение между дочерьми Александрой и Натальей. Таким образом имение обрело двойной ряд обособленных владетелей. Части имения стали называть по фамилиям мужей Александры Васильевны и Натальи Васильевны. Одна часть имения называлась Деденёва половина (Александровское, Никольская (Товарное) и часть Черниговки), другая Муравлёвой половиной (Васильевское, Алексеевка и вторая часть Черниговки). После смерти Александры Васильевны в 1816 году Товарным не долго владел её сын Михаил Алексеевич Деденев после скорой кончины которого имение перешло в руки сестры его Софьи Алексеевны Храповицкой. Муж Софьи Алексеевны генерал-губернатор Санкт-Петербурга Матвей Евграфович Храповицкий получил имение жены своей по духовному её завещанию. Второй женой Матвея Храповицкого была урождённая княжна Анастасия Сергеевна Щербатова которой в 1847 году и перешло в наследство от мужа Никольское (Товарное). После Анастасия Сергеевна стала женой барона Павла Вревского. Причт Никольской церкви села Товарное получал ежегодно 50 рублей на поминовение баронессы Вревской. Рядом с селом работали металлургические Никольские заводы которые обогощали руду и производили древесный уголь для нужд Белоколодского вододействующего металлургического завода. Для производства угля шли только очищенные от коры заготовки и человек который занимался этим звался Околя или Окольчий. В Товаро-Никольском родились Герои Советского Союза Дьяконов Ефрем Аристаулович и Шипулин Андрей Андреевич, а также Герой Соцтруда Околелов Иван Нилович, профессор, доктор медицинских наук Страхов Сергей Никодимович, известный липецкий журналист, краевед Огрызков Константин Тихонович /lounb.ru/calendar/all-dates/ogryzkov-konstantin-tihonovich 1923—2010/, заслуженный тренер Российской Федерации, директор Липецкой ДЮСШ — № 10, тренер сборной России по академической гребле Стреляев Александр Григорьевич и его брат Владимир Григорьевич- мастер спорта СССР по академической гребле. В советское время в селе был колхоз «Новая Жизнь» а с 1926 года находился сельский совет. При ликвидации Боринского района В 1963 году село из Васильевского сельсовета перешло в Часто-Дубравский в составе колхоза «Заветы Ильича» В 1966 году до села проведена линия электропередачи. В том же году в селе открыта новая восьмилетняя школа и пущен водопровод.

## Население
| 1859 | 1897  | 2010 | 2012 |
| ---- | ----- | ---- | ---- |
| 1843 | ↘1311 | ↘117 | ↗209 |

## Транспорт
В село заезжают автобусы, следующие в направлении Липецка, Казино, Патриаршая, Донского, Черниговки. Гораздо больше автобусов следует по трассе (остановка «Поворот на Товаро-Никольское»).